# Tazerbo

Schematische Zeichnung des Great-Man-Made-River-Projekts mit Tazerbo im Südosten.

Tazerbo (arabisch تازربو, auch Tazirbo, Tazerbu) ist eine Oase mit 6.600 Einwohnern (Stand 2006) in der libyschen Wüste im Munizip al-Kufra, rund 250 Kilometer nordwestlich von Kufra gelegen.

## Name
Der Name Tazerbo bedeutet „Hauptsitz“ in Tedaga, der Sprache der Tubu, weil dort vor der arabischen Eroberung der Derde (Sultan der Tubu) seinen Sitz hatte. Unter dem Druck der Invasion wichen die Tubu ins Tibesti-Gebirge aus, wo seitdem das in einem geschützten Tal gelegene Zouar der Sitz des Derde ist. Der Zeitpunkt dieses Ausweichens ist nicht überliefert, noch heute bilden die Tubu (Teda) einen bedeutenden Teil der Bevölkerung der Kufra-Oasen.

## Weichbild
Die Oase von Tazerbo ist 25 bis 30 Kilometer lang und 10 Kilometer breit. In der Mitte der Oase sowie parallel zu ihr verläuft an schmales Tal mit salzigen Tümpeln und Salinen. Der Oasenkomplex besteht aus etwa zehn Dörfern, das bedeutendste heißt El-Jezeera (Al-Dschezira). In der Oase wachsen Gruppen von Dattelpalmen, Tamarisken, Akazien, Esparto und Juncus.

## Geschichte
Wenige Kilometer nördlich des Ortes liegen die Ruinen einer alten Burg namens Gasr Giránghedi, in dem einst der Sultan der Tubu residierte. Der erste Europäer, der Tazerbo besuchte, war Gerhard Rohlfs im August 1879. In seinen Berichten nennt er die Burgruine bei Tazerbo Kasr Deranjedi.

## Hydrologie
Im Bereich von Tazerbo liegt ein besonders großes Aquifer. Es war eines der Hauptreservoirs für das libysche Bewässerungsprojekt Great-Man-made River. Die Pipeline zwischen Tazerbo und dem Reservoir in Adschdabiya wurde bereits in der ersten Phase des Projekts ab 1984 gebaut und 1989 fertiggestellt.